# أندريه تشيركاسوف
أندريه تشيركاسوف (الروسية: Черкасов, Андрей Геннадьевич) مواليد 4 يوليو 1970 في أوفا، الاتحاد السوفيتي، هو لاعب كرة مضرب روسي سابق بدأ مسيرته كمحترف سنة 1988 وكان يلعب باليد اليمنى، اعتزل اللعب في 2000. أعلى تصنيف له في الفردي كان المركز الـ 13 في سنة 1991. سبق أن شارك في دورة الألعاب الأولمبية الصيفية وفاز بميدالية أولمبية.

## الميداليات
| الميدالية | المسابقة                       |
| --------- | ------------------------------ |
| برونزية   | الألعاب الأولمبية الصيفية 1992 |

## روابط خارجية
- أندريه تشيركاسوف على موقع رابطة محترفي التنس (الإنجليزية)
- أندريه تشيركاسوف على موقع الاتحاد الدولي لكرة المضرب (الإنجليزية)
- أندريه تشيركاسوف على موقع كأس ديفيز (الإنجليزية)
- أندريه تشيركاسوف على موقع خلاصة التنس.كوم (الإنجليزية)
- أندريه تشيركاسوف على موقع أوليمبيديا (الإنجليزية)